# جودی هررا
جودی هررا (انگلیسی: Judy Herrera؛ زادهٔ ) یک هنرپیشه اهل ایالات متحده آمریکا است.
از فیلم‌ها یا برنامه‌های تلویزیونی که وی در آن نقش داشته‌است می‌توان به سوپ تورتیا اشاره کرد.